# 메인 멘도사
메인 멘도사(Maine Mendoza, 1995년 3월 3일 ~ )은 필리핀의 배우, 텔레비전 진행자, 작가이다.